# Mihail Kogălniceanu, Tulcea
Mihail Kogălniceanu là một xã thuộc hạt Tulcea, România. Dân số thời điểm năm 2002 là 3257 người.